# Обикновен хипурис
Обикновените хипуриси (Hippuris vulgaris) са вид растения от семейство Живовлекови (Plantaginaceae).
Таксонът е описан за пръв път от шведския ботаник и зоолог Карл Линей през 1753 година.

## Вариетети
- Hippuris vulgaris var. ramificans